# Goregrind
Il goregrind è una forma di grindcore con testi splatter e horror.

## Le caratteristiche
La caratteristica che differenzia il goregrind dal resto dei generi estremi risiede principalmente nei temi trattati all'interno dei testi: come suggerisce il termine "gore", la quasi totalità dei testi prende spunto dall'immaginario orrifico più violento (lo stesso che si trova alla base di film splatter come ad esempio Non aprite quella porta). Inizialmente le tematiche ruotavano maggiormente attorno al lato "scientifico" dell'orrore, con vasto uso di terminologia medica, interesse quasi morboso per le più rare e mostruose patologie e descrizione accurata dei processi di decomposizione. Altri gruppi, d'altra parte, si concentravano particolarmente sulle perversioni sessuali e in generale su una visione malata e deviata del sesso stesso, formando nel tempo quasi una corrente autonoma e a volte anche più estrema nei contenuti, il cosiddetto porngrind o pornogrind.
Probabilmente questa volontà di essere il più possibile ributtanti e offensivi era dovuta ad un desiderio di differenziazione dal death metal, che di solito utilizzava nei suoi testi la componente più classicamente horror (mostri, demoni, invocazioni diaboliche, serial killer e via dicendo), e per portare ad un livello ancora più estremo l'espressione musicale.

Oggi le due correnti di pensiero, con pesi ogni volta differenti da band a band, fanno entrambe parti del goregrind, che si differenzia dal death metal o dal brutal quasi solo per ragioni musicali.
Un'altra usanza che si è poi diffusa sempre più nei dischi goregrind è l'utilizzo di brevi frammenti di film horror o di altro materiale simile come introduzione ai brani, tecnica che ha rimarcato il legame stretto a livello stilistico tra musica estrema e cinema horror e nello stesso tempo ha permesso all'ascoltatore di entrare meglio nello spirito della composizione. Padrini di questa tendenza sono stati probabilmente gli statunitensi Impetigo insieme ai conterranei Meat Shits, ma tra gli esempi più lampanti si possono citare gli spagnoli Machetazo (che hanno addirittura dedicato un intero disco, Sinfonías Del Terror Ciego, ad Amando de Ossorio, noto regista horror anni settanta) oppure gli americani Mortician, che da anni ormai costruiscono buona parte dei loro dischi attorno a sample ed estratti di film più o meno famosi. Per analoghe ragioni, spesso nel pornogrind compaiono spezzoni audio tratti da film pornografici.

Il sound del goregrind è, a tutt'oggi, il più estremo di tutto l'universo metal, fatto di chitarre aggressive e distorte ai limiti del rumore, tempi e batteria velocissimi e frenetici. Anche il modo di cantare è aggressivo e poco orecchiabile, e alterna parti gutturali e cavernose (il cosiddetto growl) ad altre più alte e urlate, con l'aggiunta di effetti elettronici (il pitch shifter, ad esempio) che le rendono ancor più inumane. Col passare del tempo questo sound si è sempre di più mischiato col death metal classico e con il brutal, abbracciando quindi tempi più lenti o cadenzati (mutuati dal thrash metal) e assoli, tanto che oggi sotto il termine goregrind si accomunano gruppi che hanno sound anche molto distanti tra loro, come ad esempio i Regurgitate e gli Impaled.

## Le origini
Padri del genere sono gli inglesi Carcass di Bill Steer, Jeff Walker e Ken Owen. I tre (vogliono le leggende metropolitane) appassionati di medicina e chirurgia, nel lontano 1987, partorirono quello che si può considerare il battesimo del genere e la sua massima espressione dello stesso, cioè quel Reek of Putrefaction che scandalizzò il mondo metal con la sua copertina rivoltante fatta di collage di pezzi di corpi umani in decomposizione (come lo stesso Bill Steer ha affermato recentemente, tutto nacque dal fatto che mentre stavano scrivendo RoP gli arrivò per le mani un testo di medicina della sorella che stava facendo praticantato. Con il secondo album Symphonies of Sickness, i Carcass tracciarono definitivamente le coordinate del goregrind aggiungendo alle composizioni un tasso tecnico superiore ed uno humour nero del tutto "inglese". Dall'altra parte del mondo, negli USA, da contraltare ai Carcass c'erano gli Impetigo, che però erano molto più orientati sulla corrente "goliardica" dell'horror.

## Maggiori esponenti
Eredi della band inglese, che per molti anni sarà l'unica ad usare questo mix tra grind propriamente detto e testi gore, saranno, anni più tardi, i Gorerotted con gli album Mutilated in Minutes e Only Tools And Corpses, gli spagnoli Haemorrhage con Anatomical Inferno e Morgue Sweet Home, e gli svedesi Regurgitate con i due album Effortless Regurgitation... e Carnivorous erection.
Altri gruppi sono gli statunitensi Exhumed con i quasi "fratelli" Impaled (hanno condiviso alcuni membri), i Mortician, Hemdale, Pig Destroyer, Cattle Decapitation (poi saliti alla fama internazionale dopo essere passati al death metal), i Children Black Night e i messicani Disgorge.